# جی. آر. ال.
جی.آر.ال. (انگلیسی: G.R.L.) یک گروه موسیقی دخترانه با ملیت های آمریکایی، کانادایی و بریتانیایی است.